# POWER10
POWER10 — семейство суперскалярных симметричных мультипроцессоров на базе архитектуры POWER разработки IBM, следующее поколение процессоров после POWER9.
Впервые появилось в «дорожных картах» в 2015 году, где отмечено как нацеленное на задачи аналитики и применение для технологий больших данных.
Использует набор инструкций Power ISA версии 3.1, открытый в 2019 году в рамках инициативы OpenPOWER. Как и в POWER9, планируются два варианта процессоров — 15-ядерные с восемью потоками на ядро (SMT8) и 30-ядерные с четырьмя (SMT4). В каждом из SMT8-ядер по 8 SIMD-блоков и по 4 матричных блока, поддерживающих одновременные операции с различной точностью и 2 МБ кэша второго уровня. Кэш третьего уровня в процессоре — 128 МБ. Соединение с памятью — 16 линий OMI x8 суммарной пропускной способностью 1 ТБ/c; также процессор оснащается 16-ю интерфейсами PowerAxon x8, тоже суммарной пропускной пропускной способностью 1 ТБ/с, которые могут быть сконфигурированы для процессорного межсоединения NUMA или для интерфейса OpenCAPI; кроме того, встроены два контроллера PCI Express 5.0 по 16 линий каждый. В процессоре на 18-слойной подложке площадью 602 мм² располагается 18 млрд транзисторов. В зависимости от решения по межпроцессорному соединению (2D-тор или полносвязное) возможна установка 16 процессоров или 4 процессора на систему.
Серийный выпуск намечен на IV квартал 2021 года на фабрике Samsung по техпроцессу 7 нм.